# Notophthiracarus unicarinatus
Notophthiracarus unicarinatus är en kvalsterart som beskrevs av Wojciech Niedbała 2000. Notophthiracarus unicarinatus ingår i släktet Notophthiracarus och familjen Phthiracaridae. Inga underarter finns listade i Catalogue of Life.